# Еет
Ее́т, Ает (грец. Αἰήτης) — цар міфічної країни «Ея» (пізніше ототожненої з Колхідою), син Геліоса й Персеїди (варіант: Перси), брат Пасіфаї й Кірки, батько Медеї, Халкїопеї й Апсірта.
Згідно з іншими міфами, він був братом Перса, правителя Тавріди. 